# Myslík
Myslík (německy Mislik) je vesnice, část obce Palkovice v okrese Frýdek-Místek v Moravskoslezském kraji. Nachází se na jihozápadě Palkovic. V roce 2009 zde bylo evidováno 262 adres.
Myslík je také název katastrálního území o rozloze 6,66 km².

## Název
Na vesnici bylo přeneseno osobní jméno Myslík, což byla domácká podoba některého jména obsahujícího -mysl- (např. Myslibor, Bolemysl). Jde o jeden ze vzácných případů pojmenování osady jménem osoby bez jakéhokoli odvození a úpravy (jmenovat lze ještě Šach, Moravec, Štípu a Šišmu).

## Historie
První písemná zmínka o vesnici pochází z roku 1564.

## Obyvatelstvo
| Rok            | 1869 | 1880 | 1890 | 1900 | 1910 | 1921 | 1930 | 1950 | 1961 | 1970 | 1980 | 1991 | 2001 | 2011 | 2021 |
| -------------- | ---- | ---- | ---- | ---- | ---- | ---- | ---- | ---- | ---- | ---- | ---- | ---- | ---- | ---- | ---- |
| Počet obyvatel | 679  | 712  | 713  | 781  | 822  | 713  | 746  | 670  | 696  | 634  | 518  | 411  | 446  | 488  | 511  |
| Počet domů     | 105  | 120  | 130  | 134  | 131  | 135  | 143  | 167  | 163  | 162  | 149  | 169  | 176  | 186  | 199  |

## Obecní správa
Při sčítání lidu v letech 1850–1979 byl Myslík samostatnou obcí, nejprve v okrese Místek a od roku 1960 v okrese Frýdek-Místek. Od 1. ledna 1980 je částí obce Palkovice v okrese Frýdek-Místek.